# Osmylus fulvicephalus
Osmylus fulvicephalus је инсект из реда мрежокрилаца - Neuroptera и породице Osmylidae. 

## Распрострањење
Ова врста живи у Европи изузев крајњег севера континента. У Србији је распрострањења изузев Војводине, где је ретка. Насељавају станишта у хладовини покрај река и потока.

## Опис
Величина је од 14-30 мм (распон крила). Osmylus fulvicephalus у стадијуму имага имају проторакалне жлезде које производе једињења непријатног мириса која се користе за одвраћање потенцијалних предатора. Одрасле јединке су дневни или сумрачни слаболетећи инсекти који углавном лове мале бескичмењаке, али и поленом. Женке јаја полажу на влажним местима. Ларве су такође претаторске.

## Галерија
- ларва
- имаго
- имаго
- имаго

## Синоними
- Hemerobius fulvicephalus Scopoli, 1763
- Hemerobius laurifoliaeformis Razoumowsky, 1789
- Hemerobius maculatus Fabricius, 1787
- Osmylus chrysops var. graecus Krüger, 1913
- Osmylus fulvicephalus var. densatus Navás, 1915
- Osmylus fulvicephalus var. lotus Navás, 1915
- Osmylus laurifoliaeformis Razoumowsky
- Osmylus maculatus (Fabricius, 1787)
- Osmylus maculatus var. rarimacula A.Costa, 1855
- Osmylus maculatus var. vittatus A.Costa, 1855
- Osmylus meridionalis O.G.Costa, 1834